# Весёлый Мыс
Весёлый Мыс — посёлок в Кудымкарском районе Пермского края. Входил в состав Верх-Иньвенского сельского поселения. Располагается на левом берегу реки Иньвы западнее от города Кудымкара. По данным Всероссийской переписи населения 2010 года, в посёлке проживало 247 человек (123 мужчины и 124 женщины).
В посёлке 10 улиц: Восточная, Западная, Иньвенский пер., Лесная, Луговая, Прудовая, Садовая, Транспортная, Центральная, Школьная.